# Christian Lauritz-Jensen
Christian Lauritz-Jensen (9. december 1915 i Sønderjylland – 14. marts 2009 på Frederiksberg) var en dansk erhvervsmand og kommunalpolitiker på Frederiksberg.

## Karriere
Han var frivillig i Vinterkrigen i Finland og under besættelsen aktiv i modstandsbevægelsen. Han flygtede til Sverige, hvor han var knyttet til Det Danske Gesandtskabs flygtningekontor. Han kom tilbage til Danmark med Den Danske Brigade efter befrielsen, og deltog efterfølgende i afviklingen af flygtningekontoret i Stockholm, senere i København. Han var fuldmægtig i Erstatningsrådet indtil 1949.
Lauritz-Jensen fungerede sidenhen bl.a. som vurderingsinspektør i Kreditforeningen Danmark og som indkøbschef hos Titan indtil 1967.

## Politisk virke
Han tilsluttede sig tidligt Det Konservative Folkeparti og blev i 1954 valgt til Frederiksberg Kommunalbestyrelse, hvor han sad frem til 1986. Her sad han i stort set samtlige udvalg, men markerede sig mest som mangeårig rådmand (1962-66 og atter fra 1970) og viceborgmester (fra 1974), formand for Bygnings- og byplanudvalget (fra 1958), for Udvalget for kommunale værker (fra 1959) og for Socialudvalget. Han var herudover i en årrække formand for Frederiksberg konservative Vælgerforenings 3. kreds og medlem af partiets hovedbestyrelse.

## Tillidshverv
Lauritz-Jensen var formand for Bygningsrådet og for Frederiksberg Ligningskommission, medlem af Vurderingsrådet for Frederiksberg, Boligkommissionen og Sundhedskommissionen, Komiteen til præmiering af bygninger, Storkøbenhavns Vejplanudvalg, Sporvejsudvalget for København-Frederiksberg og Statens Vejnævn.
Han var formand for grundlisteudvalget for Frederiksberg og for Brandkommissionen på Frederiksberg, landvæsenskommissær, medlem af bestyrelsen for I/S Isefjordværket, I/S Gas, A/S Forum og A/S Kommunekemi, Nyborg, af bestyrelsen for Danmark-Tryg-Fremtid, Livsforsikringsselskab, medlem af Naturfredningsnævnet for Københavns Amtsrådskreds, medlem af repræsentantskabet og dettes faste udvalg for Renholdningsselskabet af 1898, af bestyrelse og forretningsudvalg for I/S Amagerforbrænding, medlem af repræsentantskabet for Dansk-Finsk Forening, af bestyrelsen for De Vanføres Boligselskab, Frederiksberg, og for Frederiksberg Boligselskab, af repræsentantskabet for Almindelig Investeringsforening, for Turistforeningen for København og for Boligfonden for enlige mødre.
Han var desuden formand for flere humanitære og kulturelle fonde og bestyrelser, herunder formand for Foreningen Norden på Frederiksberg og bestyrelsesmedlem i hovedbestyrelsen for Foreningen Norden, formand for Bakkehusmuseet, formand for Betty Nansen Teatret og af bestyrelsen for og æresmedlem af Historisk-Topografisk Selskab for Frederiksberg, medlem af præsidiet for Udlandsdanskeres kulturelle samvirke og Paul Harris Fellow i Rotary m.m. Han arbejdede desuden for at bevare Allé-Scenen.
Han var ridder af 1. grad af Dannebrogordenen og indehaver af flere andre danske og to finske ordner samt Finske Hemmatruppernas Minneskors.
Han redigerede Konservativ Ungdoms Sangbog (1943, 2. udg. 1947) samt medvirkede ved Det frie Danmark synger (Sverige, 1945).
Han er begravet på Frederiksberg Ældre Kirkegård.